# Station Moskva Jaroslavskaja

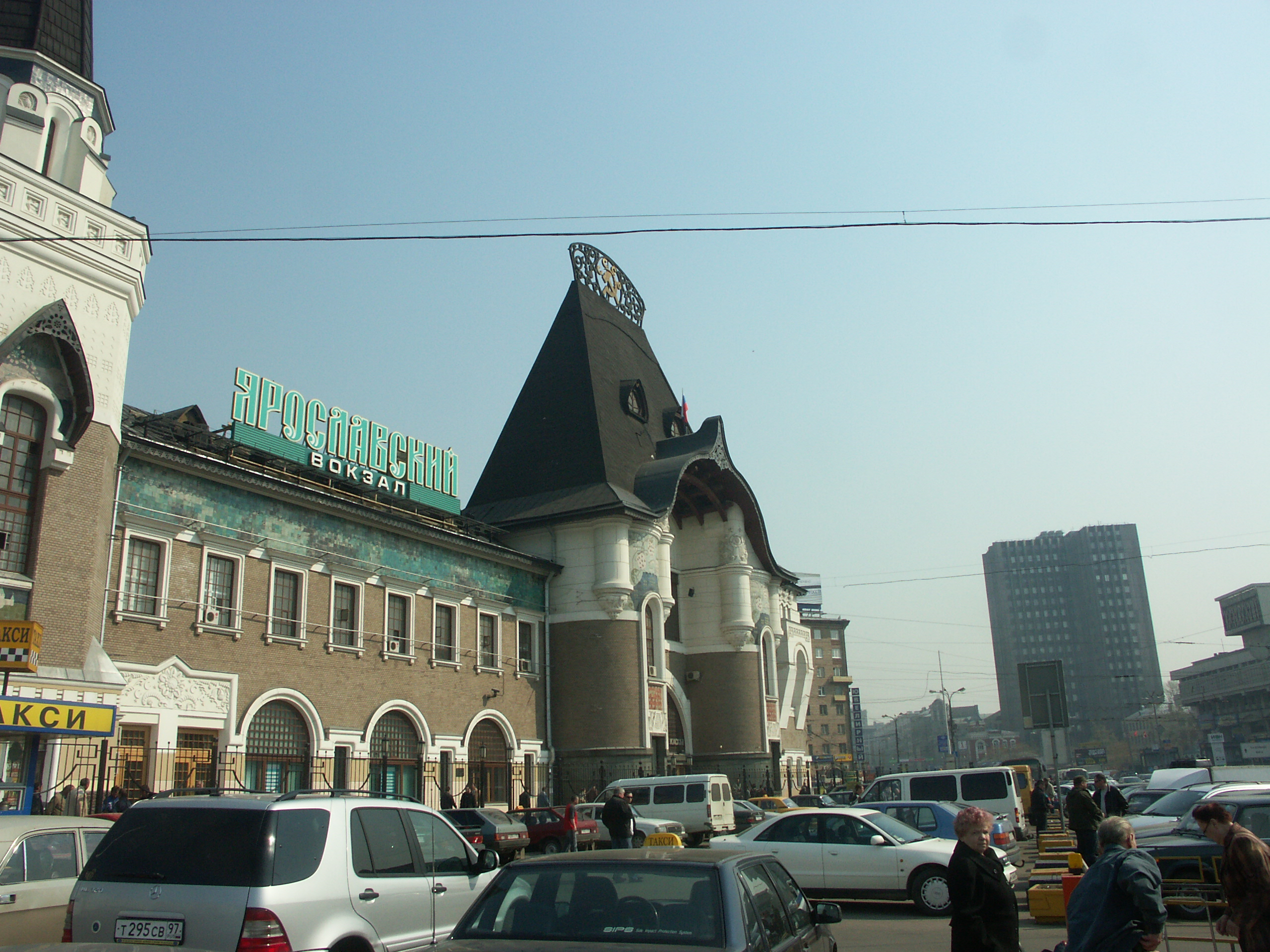
Façade van het station

Station Moskva Jaroslavskaja (Russisch: Москва Ярославская), meestal kortweg Jaroslavski vokzal (Ярославский вокзал) ofwel Jaroslavlstation genoemd, is een van de negen kopstations van Moskou. Het station bevindt zich, net als het Kazanski en het Leningradski vokzal, aan het Komsomolskajaplein (Plein van de drie stations), ten noordoosten van het stadscentrum.

## Geschiedenis
Het Jaroslavski vokzal werd tussen 1860 en 1862 gebouwd naar een ontwerp van de Petersburgse architect Roman Koezmin. Het uit witte baksteen opgetrokken en twee verdiepingen tellende gebouw deed dienst als eindpunt van een korte spoorlijn van Moskou naar Sergiev Posad, de Jaroslavl-spoorweg. Het was de eerste spoorlijn in Rusland die volledig met binnenlandse middelen gefinancierd was; vanaf 1870 werd de lijn steeds verder naar het noordoosten verlengd.

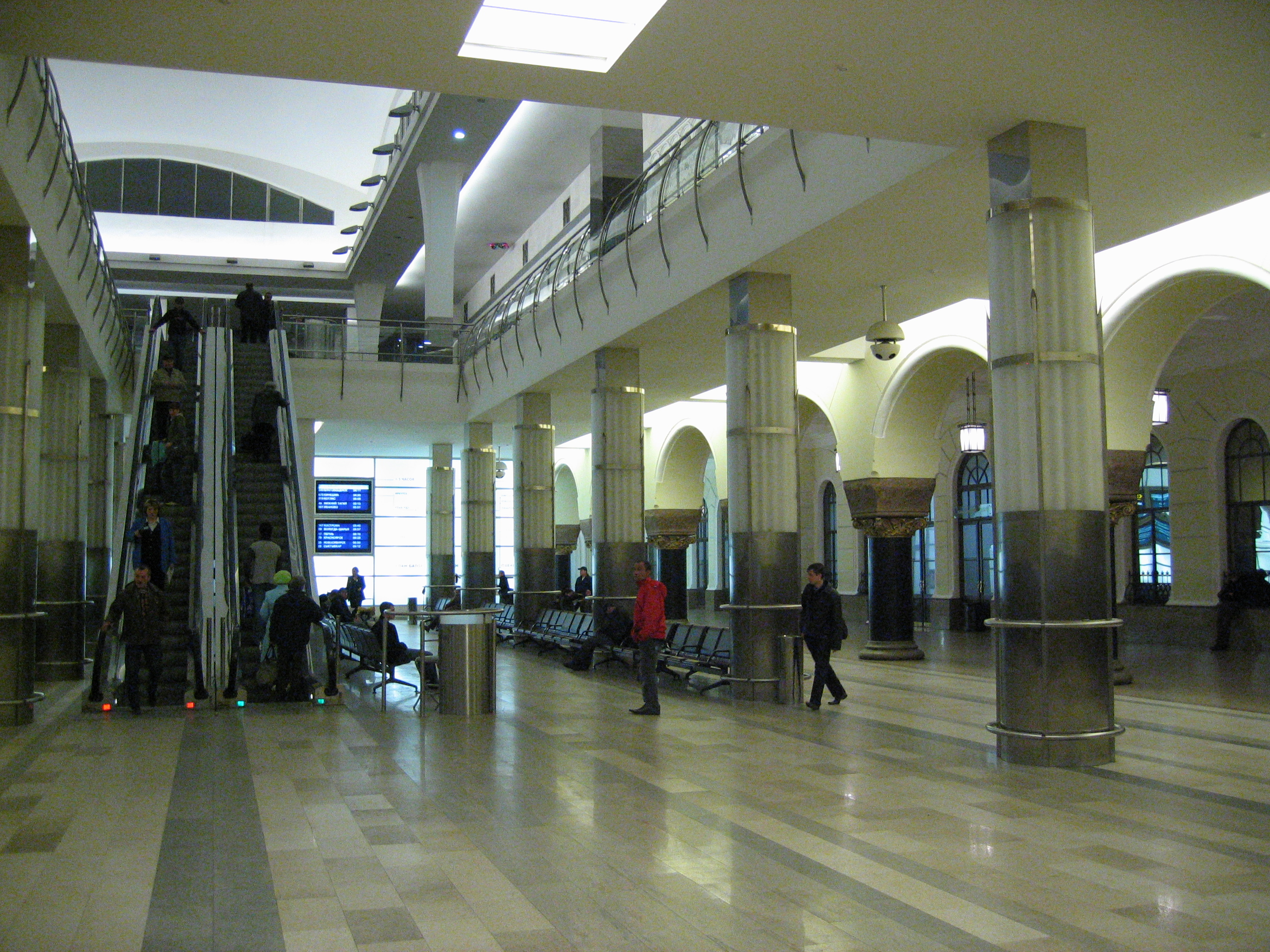
Interieur van de stationshal

Het gebouw werd in 1900 uitgebreid met extra wachtlokalen en dienstruimtes, maar bleek nog altijd te krap voor de toegenomen stroom reizigers. De spoorlijn was ondertussen doorgetrokken tot Archangelsk en werd in 1900 genationaliseerd. De staat stelde geld beschikbaar om een geheel nieuw station te bouwen; de werkzaamheden startten in de lente van 1902. Voor het door Fjodor Schechtel ontworpen gebouw in neorussische stijl werden moderne materialen als gewapend beton gebruikt. Het nieuwe station, dat met zijn grote toegangspoort en spitse toren associaties oproept met oude Noord-Russische gebouwen, was driemaal zo groot als het eerste en werd geopend in 1907.
In 1965-1966 onderging het gebouw een renovatie en werd aan de perronzijde een geheel uit glas opgetrokken wachtruimte gebouwd. In 1995 kwam de tweede renovatie van het station gereed; het aantal loketten werd fors uitgebreid, er werd een elektronisch informatiesysteem geïnstalleerd en de openbare ruimte werd vergroot, waardoor het Jaroslavski vokzal tweemaal zoveel reizigers als voorheen kon gaan verwerken.

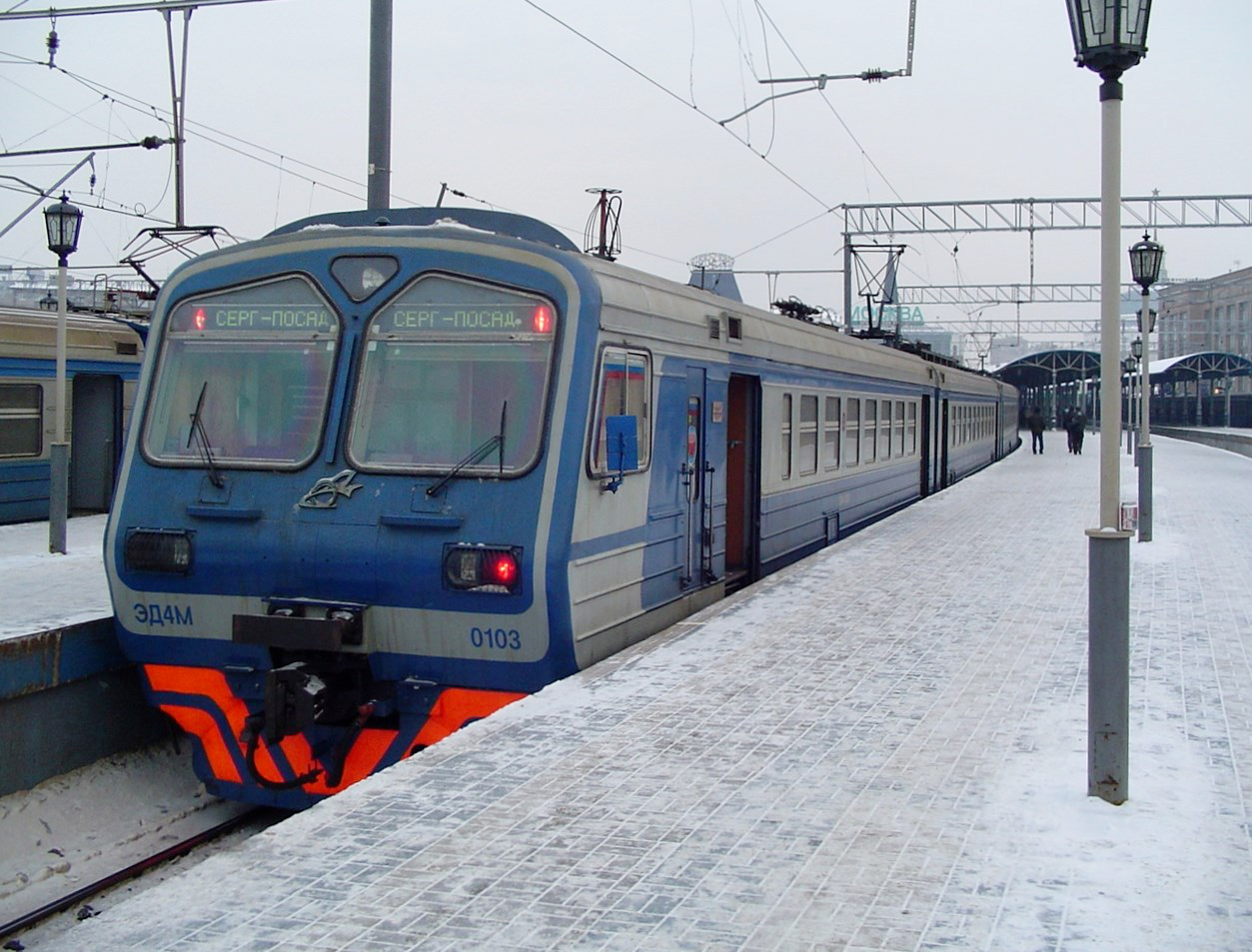
Voorstadstrein met bestemming Sergiev Posad in het Jaroslavski vokzal

## Verbindingen
Vanaf het Jaroslavski vokzal vertrekken dagelijks ongeveer 300 treinen, waarmee het het drukste station van Moskou is. Langeafstandstreinen verbinden de Russische hoofdstad met onder meer Jaroslavl, Archangelsk, Kirov, Vorkoeta en diverse steden langs de trans-Siberische spoorlijn, waaronder Irkoetsk, Perm, Novosibirsk en Vladivostok. Internationale verbindingen zijn er met Peking, Ulaanbaatar en Pyongyang. Voorstadstreinen (elektritsjka's) bedienen het gebied ten noordoosten van de stad. Aansluiting op het metronet is er via het metrostation Komsomolskaja. Een tunnel verbindt het Jaroslavski vokzal met de twee andere stations aan het plein.
Beloroesski vokzal ·
Jaroslavski vokzal ·
Kazanski vokzal ·
Kievski vokzal ·
Koerski vokzal ·
Leningradski vokzal ·
Paveletski vokzal ·
Rizjski vokzal ·
Savjolovski vokzal